# Kozakkenkoor
Een kozakkenkoor is van origine een mannenkoor van Kozakken in ballingschap, dat folkloristische liederen zingt uit de Russische volksmuziek ten tijde van vóór de Russische Revolutie. Thans wordt de naam ook gebruikt voor koren die weliswaar eenzelfde repertoire zingen, maar die ofwel niet of vrijwel niet uit Kozakken bestaan, ofwel waarvan de leden zich niet langer in ballingschap, maar (terug) in Rusland bevinden. Een van de bekendste kozakkenkoren was het Don-Kozakkenkoor Serge Jaroff. 

## Bekende kozakkenkoren
- Don-Kozakkenkoor Serge Jaroff (1921-1979)
- Don-Kozakkenkoor Rusland
- Oeral-Kozakkenkoor van Andrej Scholuch (1924-1972)
  - In Nederland voortgezet in het Oeral-Kozakkenkoor (1974-heden)
  - In Duitsland voortgezet in het Oeral-Kozakkenkoor (1984-1992, 2004-heden)
- Koeban-Kozakkenkoor van Georges Vinnikov
- Bolschoi Don Kosaken (1979-heden)